# Raoul
Mansnamnet Raoul är av franskt ursprung från fornengelskans Rædwulf och betyder berömd varg.

## Varianter
Ralph eller Rafe (engelska), Ralf (tyska), Rolf (svenska), Raúl (spanska)
Raoul är ett mycket ovanligt namn i Sverige, både bland äldre generationer och bland de yngre.
31 december 2009 fanns totalt 776 personer i Sverige med namnet Raoul, varav 325 med det som tilltalsnamn.
År 2003 fick 11 pojkar namnet, varav 3 fick det som tilltalsnamn.
Namnsdag i Sverige: 27 augusti, tillsammans med Rolf. I den finlandssvenska namnsdagslängden har Raul namnsdag 2 augusti sedan 2005.

### Personer med namnet Raoul
- Raúl Castro, kubansk diktator
- Raoul Dufy, fransk målare
- Raul Gonzalez, mexikansk friidrottare
- Raoul Grünthal, chefredaktör
- Raoul Nordling, diplomat
- Raoul Wallenberg, diplomat